# Impact (Album)
Impact ist das 1999 veröffentlichte Debütalbum der US-amerikanischen Hardrock-Band Velocity.

## Hintergrund
Die Band wurde 1996 von David Victor gegründet. Er schrieb Lieder und holte sich den Gitarristen Chris Dodge als Unterstützung dazu. Zwischen Januar und Oktober 1997 nahm er mit Dodge und dem Schlagzeuger Pat Torpey (Mr. Big) das Album Impact auf. Victor spielte auf diesem Album Leadgitarre, Rhythmusgitarre und Bass, Dodge steuerte weitere Leadgitarren bei. Das Album erschien in den USA im Dezember 1998, in Europa erst 1999. Für die auf die Veröffentlichung folgende Tournee wurde der Bassist Chris Thornton verpflichtet.

## Titelliste
1. You Don’t Amaze me Anymore – 5:13
2. Riot Goin’ On – 3:27
3. Supernatural Lover – 4:55
4. Julia Ann – 4:11
5. Janine – 4:22
6. She’s Been Around – 4:21
7. More Than Tonight – 3:58
8. Love is Dangerous – 5:28
9. One Minute to Midnight – 4:39
10. Open Road – 3:46

Alle Titel wurden von David Victor geschrieben.

## Rezeption
Oliver Klemm schrieb in Rock Hard, nach „herzhaften Appetizern in Form von edlen Demos“ folge nun „die Hauptmahlzeit.“ Unter den zehn Gängen, die die beteiligten Musiker auf dem Album auffahren würden, finde sich „garantiert keiner, der nicht in der Lage wäre, auch verwöhnteste Melodic-Gaumen nach allen Regeln der AOR-Kunst zu kitzeln“. Impact biete „klassischen, vor FM-Appeal nur so strotzenden Yankrock“, der „an kommerziellere Sammy Hagar-Sachen der Frühachtziger“ und an Night Ranger gemahne, bei „der superben Halbballade“ More Than Tonight „selige Erinnerungen an das geniale Mitch Malloy-Debüt“ wecke, bei One Minute To Midnight Triumphs „sagenhafte Progressions Of Power/Allied Forces-Phase auferstehen“ lasse und beim instrumentalen Finale Open Road auf „derart knackig arrangierten Melodiebögen“ gleite, dass „man den ansonsten stets erstklassigen Gesang gar nicht“ vermisse. Das Album sei „ein klarer Pflichtkauf für die Zielgruppe“.